# Pardosa buriatica
Pardosa buriatica este o specie de păianjeni din genul Pardosa, familia Lycosidae, descrisă de Sternbergs, 1979. Conform Catalogue of Life specia Pardosa buriatica nu are subspecii cunoscute.